# Dugway
Dugway est une census-designated place du comté de Tooele, dans l'État de l'Utah, aux États-Unis. En 2020, elle compte une population de 342 habitants.

## Description
S'y trouve le Dugway Proving Ground, un terrain d'essai de l'US Army fondé pendant la Seconde Guerre mondiale.